# Belle Plaine, Minnesota
Belle Plaine är en ort i Scott County i Minnesota. Vid 2020 års folkräkning hade Belle Plaine 7 395 invånare.